# Mosteiro de Poblet
O Real Mosteiro de Santa Maria de Poblet (em catalão: Reial Monestir de Santa Maria de Poblet) é um mosteiro cisterciense, fundado em 1151, localizado no município de Vimbodí, na província de Tarragona (Catalunha).  O primeiro cenóbio foi patrocinado por Raimundo Berengário IV de Barcelona, que o entregou aos monges da abadia de Fontfroide em 1149.
Foi panteão real da Coroa de Aragão, do final do século XII  até a extinção da dinastia real aragonesa no final do século XV.
Enriquecido com diferentes doações, alcançou o seu máximo esplendor no século XIV, e a sua total decadência e abandono em 1835 como consequência da desamortização de Mendizábal. Em 1930 foi iniciada a sua restauração, de jeito que em 1935 a igreja pôde ser dedicada novamente ao culto, e em 1940 retornavam à sua abadia alguns monges. Nem todos os espaços podem visitar-se, por serem dependências em clausura utilizadas pelos cistercienses que novamente ocupam o mosteiro.
Em 1991 foi declarado pela UNESCO Patrimônio da Humanidade. Poblet, com Guadalupe, O Escorial, San Millán de Yuso e San Millán de Suso são os mosteiros na Espanha com este título.

## História

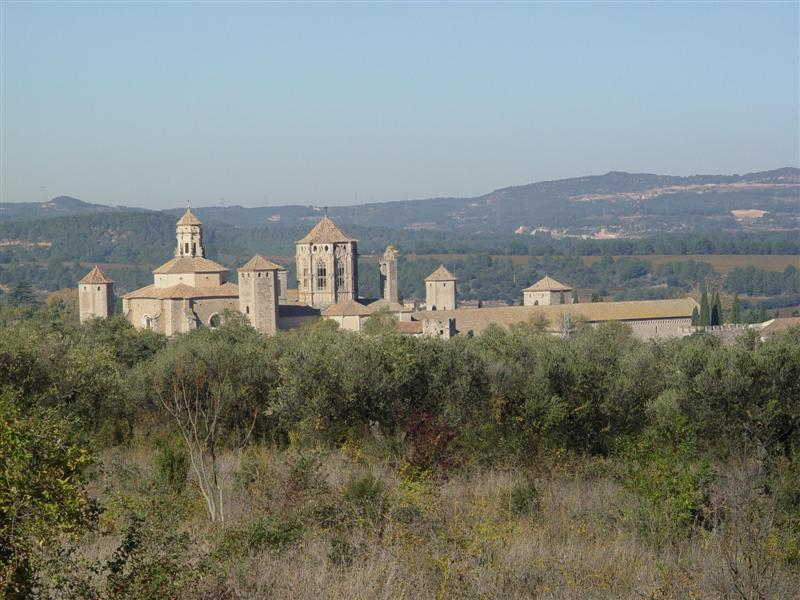
Mosteiro de Poblet.

A etimologia do término Poblet deriva do latim populetum (alameda). O lugar foi sempre rico em vegetação e floresta destas árvores (os álamos), o que deu lugar a que em 1984 fosse declarado Paragem Natural de Interesse Nacional, com 2100 hectares e 50 fontes naturais.
O mosteiro de Poblet foi fundado pelo conde de Barcelona Raimundo Berengário IV que por volta de 1150 doou as terras de Populetum à abadia francesa de Fontfroide, a qual era filial de Claraval e estava perto de Narbona. Estas terras oferecidas são as situadas na Conca de Barberá, no término municipal de Vimbodí, perto de Espluga de Francoli com as montanhas de Prades ao fundo. O encrave tinha as condições recomendadas pelo Cister para a fundação de um mosteiro: podia estar isolado, com água abundante e um extenso contorno para a agricultura.
Com a fundação deste mosteiro acrescentaram quatro as grandes abadias cistercienses: Claraval (no vale de Absinthe (França), a Grande Selva (no Languedoc), Fontfreda (perto de Narbona) e Poblet. A primeira comunidade estabeleceu-se sob o mandato do abade Guerau (ou Geraldo), em 1153. Em documentos que se conservam data-se uma doação dos viscondes de Cardona dois anos antes, 1151. Durante séculos foram frequentes as doações tanto de reis como de famílias da nobreza. Graças a estes documentos sobre as diferentes doações e regalos pôde-se ir seguindo o estado das obras de construção e o acabamento das dependências do claustro ou dos trechos da igreja. Num testamento de 1184 diz-se que o templo estava ainda em obras; outro documento do mesmo ano refere a um donativo do rei para as luminárias do altar de Santa Maria, o que faz supor que ao menos o presbitério já tinha culto.
Em 1340 Pedro o Cerimonioso mandou criar o panteão real e nobiliário no qual chegou a haver até 16 jacentes. A escolha de sepultura ia aparelhada a importantes doações: terras, homens e dinheiro. Além disso, foram construídas capelas privadas como as de Urgel e Argensola. As linhagens mais importantes da Catalunha ocuparam-se do mosteiro em grande medida: Condes de Urgel, Cervera, Cardona, Puigvert, Boixadors.
O mosteiro de Poblet estivera desde a sua fundação sob a proteção e o patronato dos reis. Ao extinguir-se a Casa Real de Aragão começou a sua grande decadência, embora alguns abades tentassem no Renascimento dotá-lo de obras novas. Assim, o abade Caixal contratou o escultor Damià Forment para realizar o retábulo da capela-mor em pedra (1526-1531), obra excepcional cujo custo foi tão descomedido que provocou a sublevação dos monges contra o seu abade ao que condenaram à reclusão perpétua com os cargos de dilapidação e falta de observância.
Com os câmbios políticos do século XIX, as guerras civis, etc., o mosteiro viu-se em processo de decadência. Em 1822 puseram-se à venda as suas propriedades e os monges foram expulsos pelos somaténs liberais que estavam em guerra contra os absolutistas. Depois, o mosteiro ficou abandonado à sua sorte e durante dois anos sofreu incêndios e pilhagens, embora antes tivessem sido retirados os tesouros de joalharia. Em 1825, com a década absolutista de Fernando VII, deixaram voltar os monges que trataram de restabelecer a ordem, restaurar os estragos e recopilar algo do roubado. Mas as lutas entre liberais e absolutistas continuavam e as consequências foram fatais para muitos encraves monásticos da Catalunha. Temendo o pior, os freires novos e liberais, seguidos pelos mais anciãos, decidiram exclaustrar-se e refugiaram-se em casas particulares. Sacaram do mosteiro os aprestos mais valiosos e transportáveis entregando-os em custódia a particulares; quase tudo ficou perdido. No mosteiro ficou a biblioteca, os arquivos e as tumbas reais à espera de um novo saque e profanação.
Em 1833 e durante a Primeira Guerra Carlista as colunas voantes dos exércitos fixaram a sua residência no mosteiro. Violaram as tumbas, queimando as roupagens que encontraram dentro, à procura de ouro e de pedras preciosas. Mais tarde foram recuperados bastantes volumes e documentos e os restos dos túmulos foram levados para Tarragona, onde ficaram em custódia.
O saque, os incêndios e a incúria tornaram o complexo em ruínas esquecidas. Em 1930 foi criado o Padroado de Poblet para ajudar a recuperar as velhas pedras e obras de arte que ainda ficaram. Também foi criada uma Irmandade de Amigos do Mosteiro. Com estas ajudas pôde ser recuperada grande parte do edifício e em 1940 pôde fincar-se nele um grupo de quatro monges cistercienses.
Atualmente continua a ser habitado por monges do Cister, que cuidam do lugar, rezam e mantêm uma pequena horta. Regem, além disso, uma hospedaria, que pode dar cabida a 12 hóspedes varões que necessitem um retiro espiritual, em troca do qual recebem a esmola voluntária que cada um quiser dar (em muitos mosteiros espanhóis existe este tipo de hospedaria).

## Organização do mosteiro
Poblet é um dos grandes e melhores exemplos de mosteiros do Cister. O historiador geral da ordem, o padre Manrique diz na sua obra:
| “ | Populetum… toto orbe christiano nulli secundum | ” |

Desde o princípio da sua fundação, teve-se o propósito de que o mosteiro abrangesse uma zona de cultivo exemplar com granjas (as chamadas grangiae), água abundante (La Pena) e floresta para explorar (floresta de Castellfollit). Cada uma das granjas estava governada e dirigida por um monge que à sua vez estava á frente da família composta por leigos, guardas rurais, hortelãos, etc. No fim do século XII o mosteiro era dono de 17 granjas.
Poblet chegou a reunir todo o necessário para a sua subsistência sem ter de sair  do recinto. Constituía uma verdadeira e completa população ao jeito de Cîteaux e Clairvaux. Além das dependências óbvias e primárias de qualquer mosteiro, Poblet contou com enfermaria, farmácia, cemitérios, jardim de plantas aromáticas, moinhos, padarias, e mesmo um calabouço, já que o abade tinha a potestade de um senhor feudal.

### Casas, propriedades e direitos
O mosteiro chegou a ser dono de múltiplas casas cistercienses nas povoações mais importantes de Catalunha. As filiais de maior envergadura foram:
- Mosteiro de Piedra em Aragão
- Mosteiro de Benifassá no município de Pobla de Benifassá (Valência)
- Mosteiro da Real em Maiorca
- Priorado de São Vicente em Valência
- Mosteiro de Nazaret em Barcelona
- Tallat no limite de Tarragona com Lleida

Estendeu a sua jurisdição sobre 7 baronias com a inclusão de 60 povoações. Tinha o direito de designar o batlle de 10 vilas que dependiam dele. Possuía ademais como grande magnata que era os senhorios de
- Castelo e vila de Verdu
- Castelo de Monargues[3]

Tinham, aliás, direito de pastoreio nas terras reais, o mesmo que nas salinas de Cardona e nas pescarias de Ampúrias.

### O abade e os monges
Os abades de Poblet chegaram a abranger um poder jurisdicional imenso que não somente se estendia sobre os seus mosteiros e posses senão mas eram vicários gerais do Cister nos reinos de Aragão e de Navarra. Nas Cortes de Catalunha tinham um lugar destacado e até chegaram a obter o cargo de Deputado da Generalitat. O rei Pedro IV o Cerimonioso outorgou aos abades (ou na sua ausência aos monges delegados) o privilegiado cargo de Esmoleiro Real na Corte. Exerciam o alto honra de acompanhar o rei nas suas empresas e nas suas batalhas de conquista, sendo com frequência os seus conselheiros ou os seus embaixadores.
Pedro II outorgou o título de Notário real ao monge com cargo de arquivista. Tanto o abade quanto os monges estavam isentos de juramento nos pleitos e julgamentos, já que se supunha que a sua palavra valia mais que um juramento.
Um mandato de Jaime I de 1222 dizia que em cada uma das propriedades do mosteiro de Poblet tinham direito a hastear a insígnia real em sinal de estarem sob a proteção do rei.

## Construção do edifício

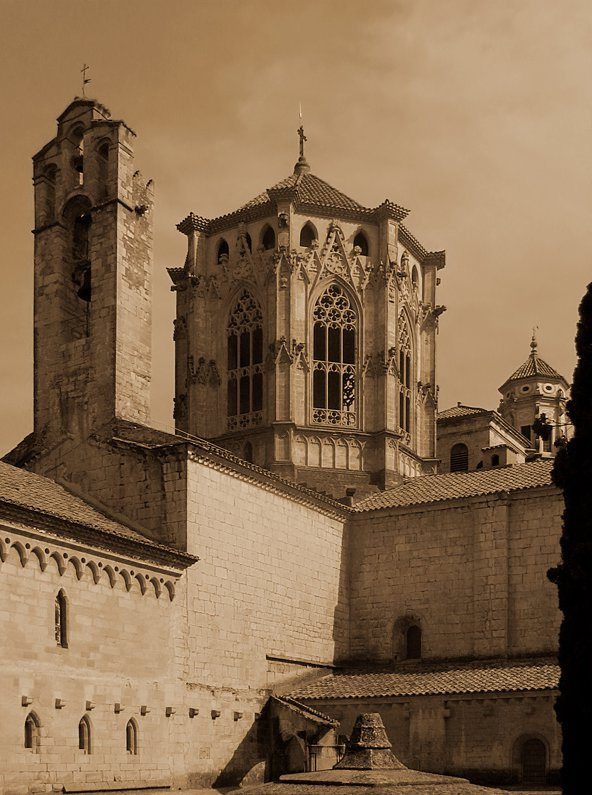
Mosteiro de Poblet.

A construção deste mosteiro cisterciense começou por volta de 1163, ou seja, aos dez anos da sua fundação, tal qual se vinha fazendo sempre. Está documentado que em 1163 Arnau de Bordells fez uma doação para a construção definitiva em pedra e o senhor de Espluga Jussana, Ramon de Cervera estendeu uma autorização aos monges para que pudessem
| “ | … extrair a pedra necessária para construir o mosteiro e as suas dependências. | ” |

Os edifícios do Cister levavam em conta o encrave e o seu contorno. Um dos maiores condicionantes era a existência próxima de uma corrente de água da qual se extraíam os canais necessários que faziam passar pelo próprio e definitivo complexo monástico. No momento da fundação de um mosteiro cisterciense erigiam-se provisoriamente uma série de estâncias adequadas para a vida comunitária, na espera do grande edifício definitivo que costumava ser construído passados de dez anos até às vezes vinte. Também podia ocorrer que existisse já algum tipo de edificação antiga e modesta onde os monges começavam o seu andamento. Quando se iniciavam as grandes obras em pedra, construía-se depressa uma pequena capela, que geralmente ficava depois como capela de enfermaria, e em alguns casos como no mosteiro de Poblet, tinha mesmo encostado um pequeno claustro, chamado lá claustrelo de Santo Estêvão ou da Enfermaria, nome do santo a quem está dedicada a capela. A capela de Santo Estêvão dedicou-se depois a capela funerária. Esta construção e o seu claustro constituem o núcleo mais antigo (século XII) de todo o recinto.
Enquanto os monges viviam neste núcleo descrito, foi-se erguendo a definitiva igreja, entre 1162 e 1196. Em 1200 estava já terminado o muro norte adjacente com a panda sul do claustro. Após estas obras deveu-se construir a primitiva sala capitular (que se transformaria anos depois), a sacristia antiga, o locutório e o dormitório de monges no andar de em cima. Em meados do século XIII fizeram-se ampliações e renovações, tal qual se documenta em escritos conservados de doações e testamentos.
Em 1225 e 1234 relata-se a obra do refeitório de conversos; outro documento de 1243 assinala a obra do dormitório. Disto deduz-se que em meados do século XIII já estariam erguidos ao menos três dos quatro lados do claustro. Doações feitas em 1249 e 1250 deixam claro que eram para as obras do “novo capítulo” e ornamentação da “sacristia nova” e “novo dormitório”, ou seja, para substituir ou remodelar as antigas estâncias de finais do século XII.
O mosteiro foi ampliado no século XIV com as obras do átrio do bispo Copons, da adega (em substituição do dormitório de leigos) e do dormitório de monges jubilados. No fim desse século foi construído o complexo do chamado palácio do rei Martim o Humano. Entre 1789-1792 foi construída a sacristia nova, encostada ao muro sul da igreja e ocupando um setor da linha da muralha.

## O complexo monástico
Tudo o conjunto monástico está conformado por três recintos diferenciados, comunicados entre si por umas portas de acesso. Passada a atual rodovia de L'Espluga de Francolí (que antanho fora o Passeio de São Bernardo, propriedade dos monges) chega-se às imediações do primeiro recinto.

### Primeiro recinto
A Porta de Prades é o nome da entrada para este recinto; é de arco de volta perfeita com grandes aduelas na parte exterior, e de arco apontado pela sua face interna. Sobre a porta encontra-se um nicho com uma imagem da Virgem Maria como orago do mosteiro. Amostra também o escudo do abade Fernando de Lerín (1531-1545), a jarra com açucenas ou lírios (símbolo de pureza) e as iniciais PO que se referem a Poblet.
Neste primeiro recinto havia um espaço onde estavam as habitações dos lavradores, operários, leigos e demais “família” do mosteiro. O abade Guimerá (1564-1583) mandara construir um poço, um bebedouro e umas conduções de água e para constância do seu mandato foi impresso o seu escudo em pedra: duas faixas vermelhas em campo de ouro. Ainda subsiste a casa do monge porteiro que foi edificada na época do abade Fernando Lerín, cujo escudo também se conserva.

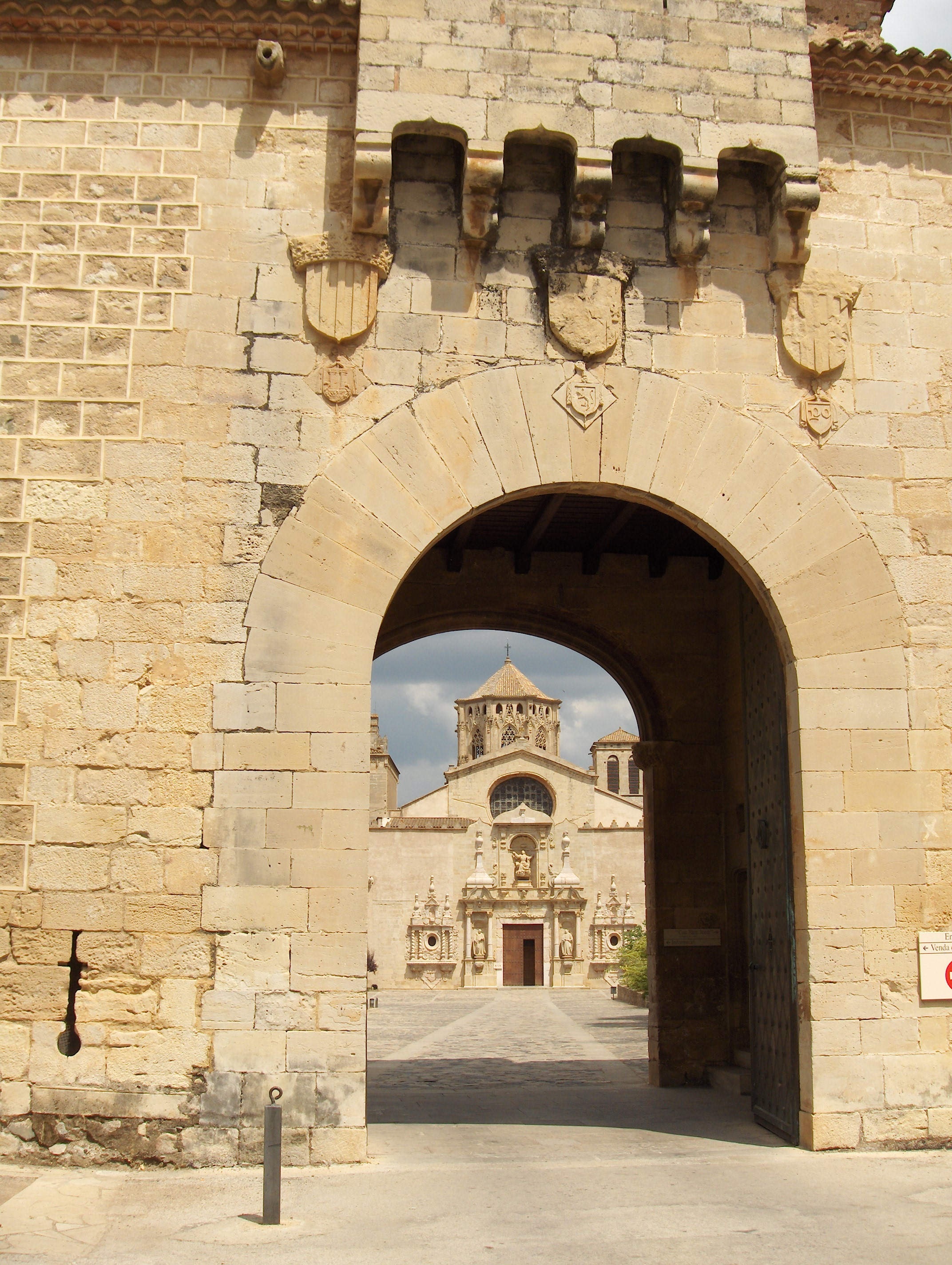
Porta Dourada, ao fundo a porta barroca da igreja

Após passar uma alameda chega-se à porta de acesso ao 2ª recinto. É chamada de "Porta Dourada" (Porta Daurada em catalão) fazendo alusão às pranchas de bronze que a recobriam e que foram douradas por vontade de Filipe II em 1564 quando passou a Semana Santa neste mosteiro. Construiu-se esta porta sob os priorados dos abades Delgado e Juan Payo Coello (1480-1499) e é um exemplo de porta castrense. Os escudos destes dois abades estão situados na fachada sob os outros escudos de maior tamanho com as divisas da Coroa de Aragão, Sicília e Castela, que fazem alusão aos reis João II e Fernando o Católico. A construção da porta deveu rematar em 1493 para receber nela aos Reis Católicos, que nesse ano visitaram o mosteiro acompanhados pelos seus filhos o infante João e as infantas Joana, Isabel e Catarina.
Ante esta porta tinha lugar a cerimônia de boas-vindas aos reis que visitavam Poblet. Preparavam-se ricos genuflexórios e uma vez ajoelhados, o abade dava-lhes a beijar o Lignum Crucis. A seguir marchavam em procissão sob pálio, entoando o Te Deum e acompanhados pelo seu séquito e dos monges da comunidade. Entravam no 2º recinto através da Porta Dourada e na capela de Santa Catarina voltavam parar para orar antes de entrar definitivamente no recinto da clausura.
Junto à porta citada acha-se a capela de São Jorge mandada construir por Afonso V de Aragão o Magnânimo, em ação de graças pela vitória obtida na conquista de Nápoles em 1442, na época  do abade Conill. Chama-se "capela de São Jorge", mas na realidade está consagrada à Virgem do Rosário, São Miguel e São Jorge porque se supõe que os três foram protetores do rei na conquista de Nápoles. As três representações escultóricas destes protetores estavam situadas no desaparecido retábulo da capela.
A capela de São Jorge é de planta quadrada, com porta gótica ladeada por colunas que terminam em pináculos. A fachada ostenta os escudos reais de Afonso V de Aragão e de Nápoles, além do escudo do abade Conill (com um coelho lavrado como símbolo do seu nome) sustentado por dois tenantes. Tem abóbada em cruzaria em estrela.
Atravessando a Porta Dourada chega-se ao segundo recinto.

### Segundo recinto

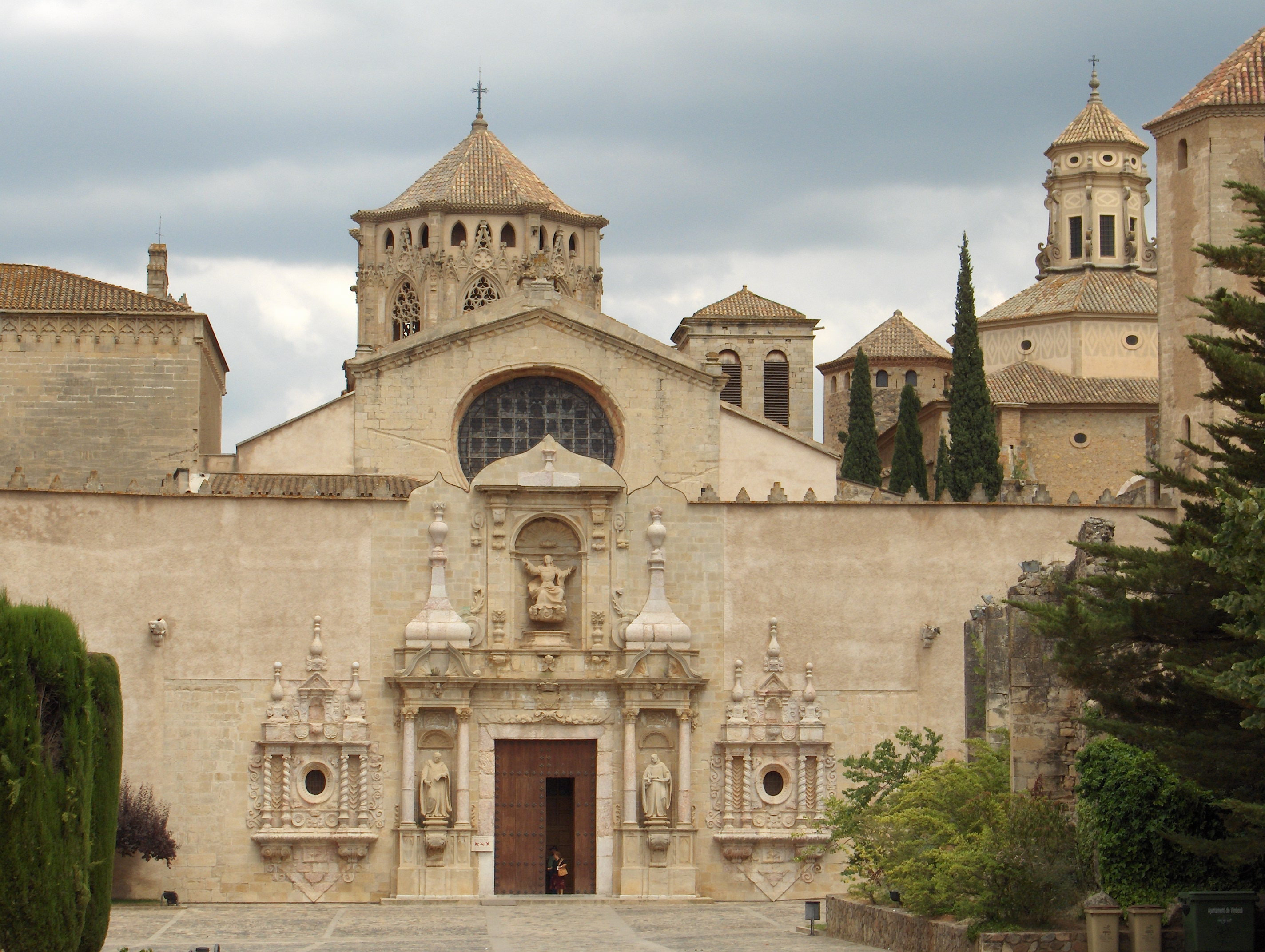
Porta barroca da igreja.

Uma vez traspassada a Porta Dourada chega-se a uma grande praça central  de pavimento irregular onde se conservam alguns restos de edifícios antigos. Em linha reta com a porta e ao fundo, vê-se a porta de acesso ao átrio da igreja do mosteiro, aberta na muralha que rodeia o 3º recinto. É uma porta barroca do século XVII que mandou edificar o duque de Cardona em 1670. Dá entrada para o átrio ou galilea que era desde que se entrava à igreja quando a clausura era estrito. A ambos os lados da porta estão colocadas as estátuas de São Bento e São Bernardo, mais a imagem da Virgem numa nicho. A ambos os lados abriram-se uns óculos com muita ornamentação barroca e colunas salomônicas.
No meio da praça e à frente desta porta ergue-se a grande cruz em pedra do abade Guimerá, do século XVI, sobre um pódio de quatro escalões.
A norte da praça vê-se uma capela muito austera, a qual em 1251 foi dedicada a Santa Catarina. Mandada construir por Raimundo Berengário IV, era o lugar em que oravam os visitantes de honra antes de aceder à clausura. Durante muitos anos guardou a imagem da Virgem dos Ciprestes. Acede-se ao interior por uma porta românica muito simples; está coberta por abóbada de berço apontada.
Outras edificações dentro da grande praça que na sua dia foram importantes são:
- Hospedaria, para sul (ficam somente vestígios).
- Palácio moderno abacial, edifício começado pelo abade Francesc Oliver de Boteller em 1583. O corredor ou galeria (obra de Genover, 1732) dava diretamente à igreja. Quando se construiu este palácio estava ainda em zona de hortas, fora do recinto de clausura.
- Hospital de pobres, construído em 1207 graças aos donativos de Bernardo de Granyena.
- Palácio antigo abacial, onde se alojaram as damas que iam no séquito de Isabel a Católica quando visitou o mosteiro com a sua família.

### Terceiro recinto
A poucos metros da porta barroca de acesso à igreja encontra-se a Porta Real (P.R. no plano) encaixada entre duas torres, cujo aspeto recorda as Torres de Quart de Valência. 

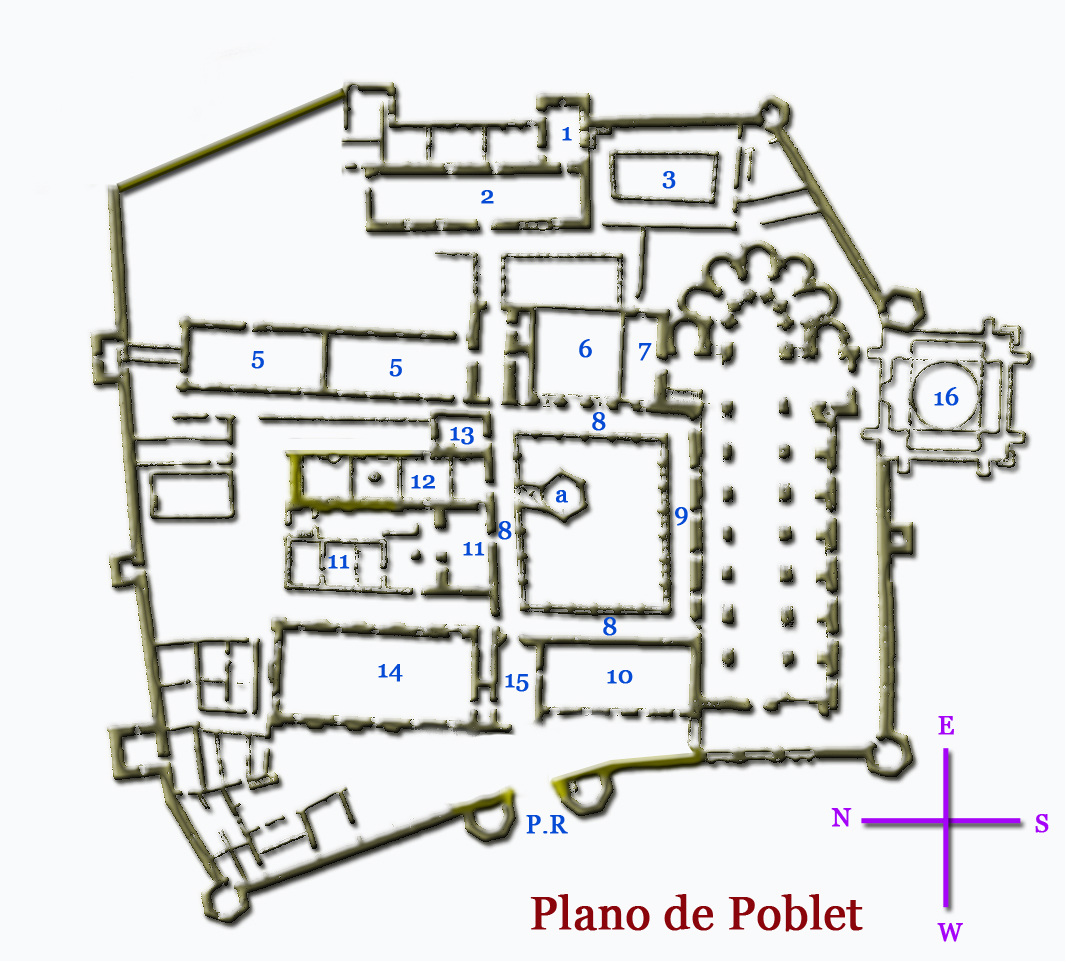
Plano da clausura do mosteiro de Poblet.

este último recinto compreende todas as estâncias do mosteiro propriamente dito, é dizer, o que foi a verdadeira clausura. É rodeado por uma muralha de fortificação mandada construir por Pedro IV como proteção, a partir de ser ordenado que se dedicasse na igreja um espaço a panteão real. Seu mandato diz assim:
| “ | Para custódia das ossamentas dos mais gloriosos reis que nunca foram da Casa de Aragão | ” |

Dirigiu as obras o seu tenente Frei Guillem d'Agulló (1367-1382). A muralha tem um perímetro de 608 m por 11 de alto e 2 de espessura; consta de ameias e seteiras, mais o adarve próprio duma muralha. A fortificação é defendida por 12 torres de planta poligonal. Duas delas são as que flanqueiam a Porta Real; as duas que estão nas esquinas a ambos os lados desta porta foram torres-cárceres. A torre que está encostada à sacristia nova (nº 16 em plano) leva o nome de torre das Hóstias, e a seguinte para nordeste, de os Loucos. Outras são conhecidas como do Prior, do Azeite, do Rincão, das Armas, de Santo Estevão, do Sapateiro e do Cardeal.
A Porta Real (P.R. em plano) é uma construção militar do século XIV. O vão da porta é de arco de volta perfeita com grandes aduelas em cuja chave um anjo tenante apresenta o escudo da Coroa com dois leões rampantes. A ambos os lados vêem-se dois times do rei Pedro IV; num de eles pode ler-se em latim e com caracteres pequenos
| “ | Esta obra começou na época de Pedro, rei de Aragão. | ” |

Acima da porta estão lavrados os escudos reais alternando com o do abade Guillem d'Agulló (1361-1393), que foi o seu construtor.
Uma vez traspassada a porta, encontram-se à esquerda os vestígios das que foram as habitações de conversos. À direita, umas escadas em pedra conduzem ao palácio do rei Martim I de Aragão, de princípios do século XV (destinado a museu na atualidade). Frente à Porta Real fica o átrio do claustro (nº 15 em plano), obra do abade Copons. À esquerda do átrio estão as adegas (nº 14 em plano), edifício que anteriormente foi sala de jantar do leigos ou conversos. Sobre esta estância construiu-se no século XIV o dormitório de monges jubilados.
À direita deste átrio estão os lagares do século XIII (nº 10 em plano) que foram na sua origem o dormitório de leigos. O muro sul está encostado a norte da igreja. Dentro do átrio acede-se à esquina de confluência com a panda norte-oeste do claustro (nº 8 em plano).
As instalações mais antigas, do século XII, encontram-se a leste do recinto murado: capela de Santo Estêvão (nº 1 em plano. O nº 3 é o claustro desta capela) e enfermaria (nº 2 em plano). Também encontram-se nesta zona as Câmaras Reais construídas no século XIV sobre a muralha. No ângulo nordeste construíram-se as habitações modernas de monges jubilados.

## Descrição detalhada

### A igreja
Desde a porta barroca aberta no muro oeste da muralha acede-se ao átrio da igreja (nº 1 em plano) que deveu construir-se em finais do século XIII, o mesmo que a rosácea aberto no muro oeste, que proporciona luz à nave central. O átrio é coberto com abóbadas em cruzaria. Tinha dois altares, um do século XVI dedicado ao Santo Sepulcro que se conserva restaurado e outro oferecido à Virgem dos Anjos, do qual não fica nenhum vestígio; no seu lugar há um Calvário gótico.
Projetou-se a construção da igreja durante os reinados de Raimundo Berengário IV de Barcelona e Afonso II de Aragão, em estilo românico, na época do abade Hugo, por volta de 1166.

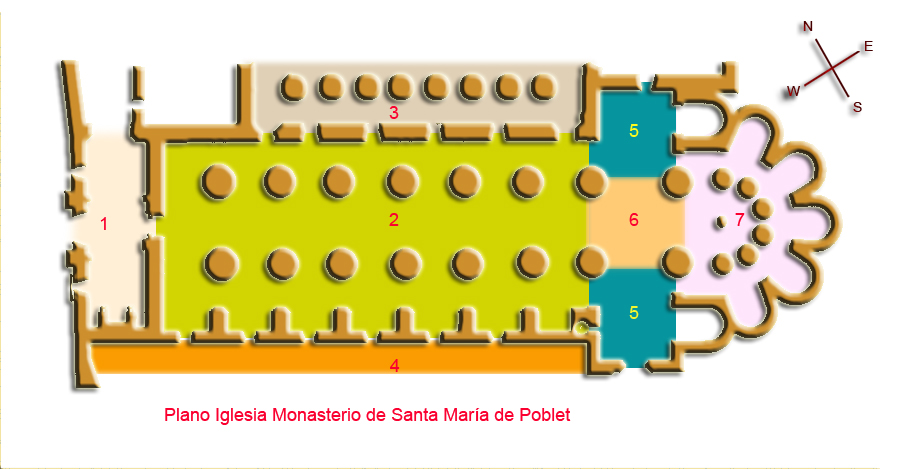
Planta da igreja.

Tem planta basilical com três naves e cruzeiro; as duas laterais são bem mais estreitas que a central. A nave norte (encostada ao claustro) (nº 3 em plano) é românica com abóbada em cruzaria; a nave central (nº 2 em plano) é também românica, mas a sua abóbada é de canhão apontado; a nave sul é gótica, reconstruída pelo abade Copons por volta de 1330, ao mesmo tempo em que mandou abrir as sete capelas (nº 4 em plano); também é de tempo deste abade o grande zimbório gótico, octogonal e de grandes vitrais, que foi restaurado entre 1979 e 1981. Ao redor do presbitério discorre a charola (nº 7 em plano) à qual se abrem cinco capelas radiais. As duas absidais das esquinas têm comunicação com o cruzeiro (nº 5 em plano).
Conserva-se no presbitério a mesa de altar antiga que consiste numa grande pedra apoiada em quatro pares de colunas românicas. O edifício atual guarda no seu interior dois grandes tesouros: o retábulo renascentista de Damià Forment e os sepulcros reais (nº 6 em plano).

#### Retábulo de Damià Forment
Retábulo em alabastro de traça arquitetônica, obra de Damià Forment que o executou entre 1527-1529 a instâncias do abade Pedro Caixal durante o reinado de Calos I. Estipulou-se um preço de 4060 ducados de ouro, mais as despesas de manutenção e alojamento para o escultor e o sua equipa. Primeiramente trouxe Forment uma talha da Virgem com Menino e São José, como modelo do qual ia fazer, executada em alabastro de Aragão, matéria muito apreciada.

##### História
O retábulo foi colocado antes da data prevista no contrato. O escultor foi cobrando sem problemas os prazos contratados até Maio de 1530, em que ainda lhe eram endividados 960 ducados. Nunca os pôde cobrar pois em Junho desse ano o abade viu-se envolvido num escândalo de tipo econômico e num processo que lhe foi aberto. A comunidade recusou continuar pagando os prazos que pareciam excessivos, acusando o escultor de ter enganado ao abade no preço e de tê-lo subornado com alguns regalos escultóricos. Forment apresentou uma demanda judiciária, mas ainda em 1570 a sua neta Úrsula Garcia reclamava a dívida sem sucesso.
Em 1835, depois da exclaustração, o retábulo sofreu destroços e estragos. Em 1940 foi restaurado. Trata-se do segundo retábulo de Forment que se conserva realizado ao romano, de traça arquitetônica renascentista com grotescos.

##### Descrição

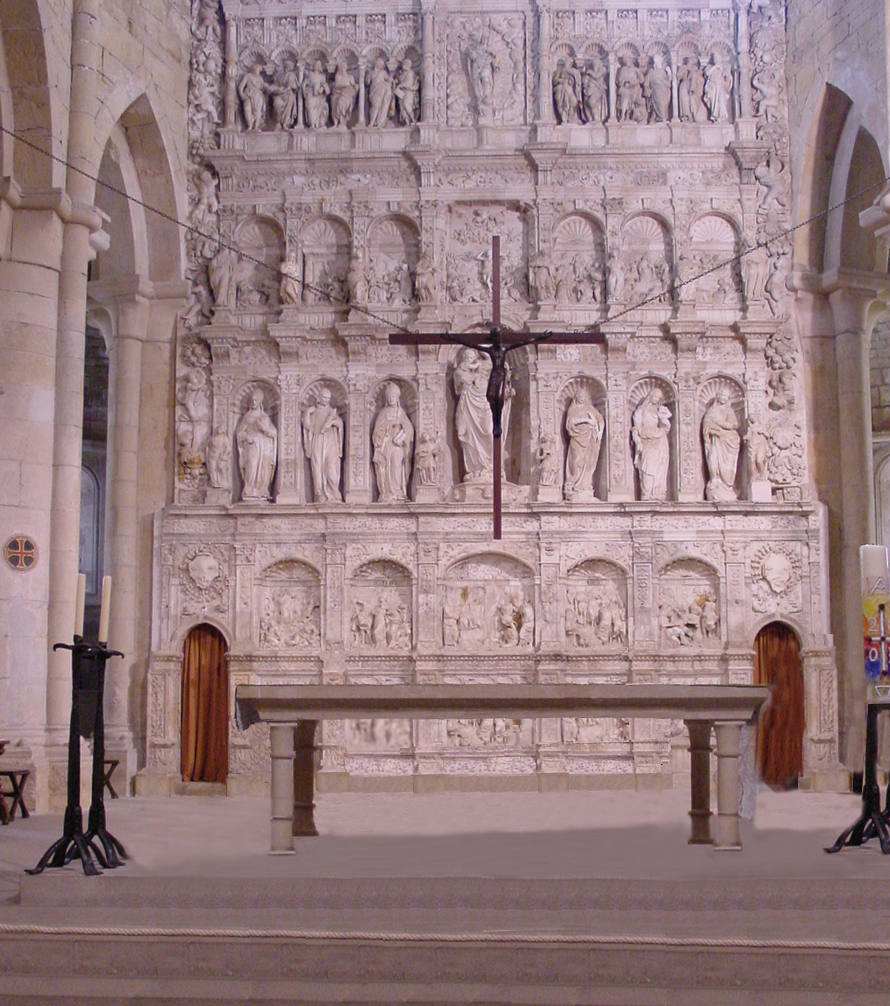
Retábulo de Damià Forment. Diante no centro, o altar românico.

Está organizado em banco, sota-banco e três corpos com três ruas distribuídas em superposição de ordens, com uma nova linguagem clássica e com temas decorativos de frutas e grinaldas nos extremos que substituem as antigas pulseiras góticas. Esta obra trouxe a introdução na arte catalã das formas renascentistas.
- Sota-banco: Alto-relevos com cenas da Oração na Horta, Prendimento, Flagelação, Jesus ante Pilatos e Queda caminho do Calvário.
- Primeiro corpo: A Virgem com o Menino preside no centro, com um tamanho maior que as colaterais. A um lado e a outro, em nichos menores estão as santas Colombina, Úrsula e Florentina e os santos Matias, Bernardo e Guilherme.
- Segundo corpo: Alto-relevos com os Gozos de Maria.
- Terceiro corpo: No centro está a imagem de Jesus, a maior tamanho que as outras dos Apóstolos.

Coroa-se com o cobrimento que leva a representação do Calvário.

### Sacristia
A primitiva sacristia (nº 7 no plano geral) localizou-se no local da capela que durante um tempo serviu aos monges enquanto construía-se a primeira parte do grande templo. É do século XII, feita em pedra de silhar coberta com abóbada de berço apontada.
A sacristia nova (nº 16 no plano geral) é um edifício erguido no extremo sul do cruzeiro que sobressai da muralha tomando parte dela. Construiu-se durante o mandato do abade Baltasar Sayol (1732-1736). Está coberta por uma ampla cúpula com a sua lanterna. Esteve decorada com obra de Flaugier e o seu discípulo Gutiérrez. Estendia-se um grande arcaz ao longo das paredes, onde se guardavam valiosos ornamentos litúrgicos. Foi restaurado em 1984.

### O claustro
Fica a norte da igreja, com a que se comunica por meio de uma porta românica. Foi construído em fases sucessivas, substituindo mesmo estâncias anteriores como no caso da sala capitular. Supõe-se que cerca de 1162-1163 estaria já concebido, a julgar pela estrutura das abóbadas lisas e apontadas, próprias do primeiro Cister. Seu local a norte da igreja, embora não esteja fora de normas, não é o mais habitual, pois costumam colocarem-se junto ao muro sul do templo. A sala capitular é de proporções consideráveis, coberta com uma magnífica abóbada em cruzaria. Os monges têm o refeitório em uso enquanto a cozinha (restaurada) é um lugar que se visita e que serve como exemplo para conhecer e aprender como eram estas peças cistercienses. No pátio e frente ao refeitório pode ver-se o pavilhão do lavabo, cuja arquitetura é já do século XIV, utilizando uns arcos belos e proporcionados.

#### Outros claustros menores
O claustro ou claustrelo de Santo Estevão ou da enfermaria (nº 3 no plano), encontra-se dentro do recinto monástico, no extremo este. É de planta quase regular; nos seus lados curtos tem 4 e 5 arcos de volta perfeita e nos longos 8 e 9 pilares que carecem de capitéis. A ornamentação é muito simples com uma imposta de motivos vegetais. O claustro já existia em 1228 e foi reconstruído no século XV.
O claustro do locutório está do lado da parede Leste da sala capitular. Tem capitéis de tradição românica, embora as molduras dos arcos sejam já góticas.

## Palácio do rei Martim I de Aragão, "Martim o Humano"
Encontra-se dentro do terceiro recinto, integrado entre as edificações anteriores do mosteiro, ocupando as plantas superiores do átrio do claustro, lagares, passagem ao priorado e galilea da igreja. Desde o ponto de vista arquitetônico é considerado como uma das jóias da arte gótica civil em Catalunha. Foi mandado construir pelo rei Martim I de Aragão, começando as obras em 1397 e ficando sem concluir em 1406. O mestre arquiteto foi Arnau Bargués, autor da Casa do Consell de Cent de Barcelona. Em 1966 retomaram-se as obras inconclusas além de levar a cabo uma boa restauração. Em nossos dias serve de sede para o museu do mosteiro.

## Sepulcros reais

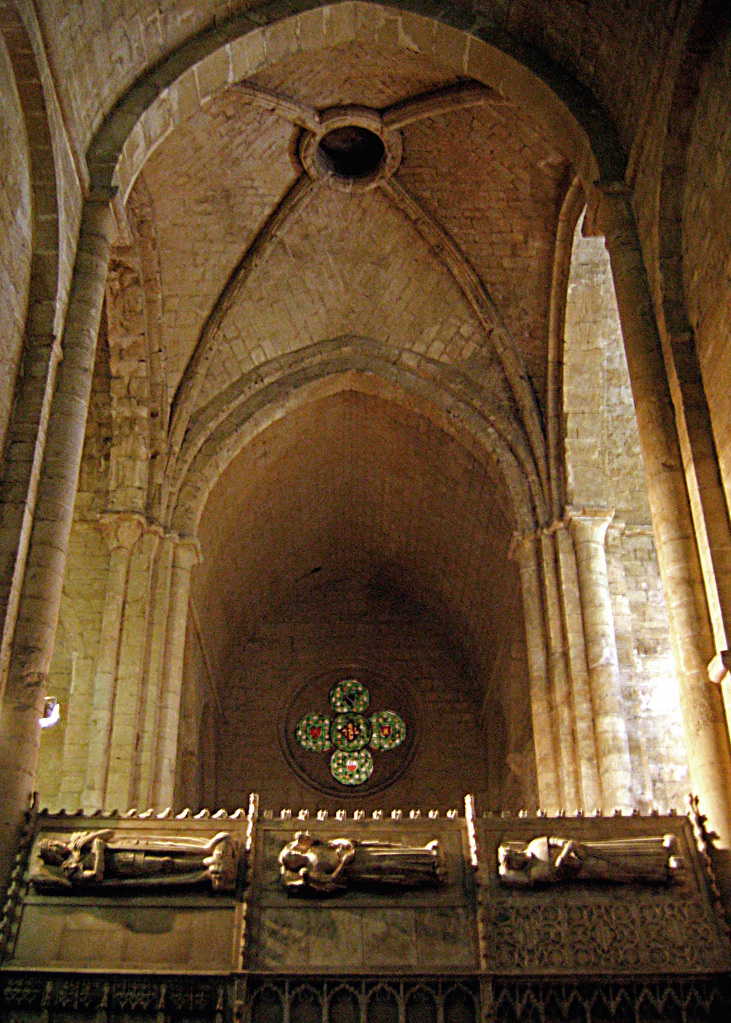
Sepulcros reais, lado do Evangelho.

O mosteiro de Santes Creus e o de Poblet são os possuidores dos panteões reais dos reis da Coroa de Aragão. Foi Pedro IV de Aragão, junto com o abade Copons em 1340, o que decidiu fazer realidade os desejos de Afonso II de tornar o mosteiro num panteão real. As obras foram encarregadas ao mestre Aloi, a Jaume Cascalls bem como Jordi de Déu em 1380.

### Outros enterramentos
Tanto na igreja como no claustro e no exterior (sempre dentro da clausura) há uma série de sepulturas de personagens da realeza, nobreza, magnatas e abades.
Na igreja:
- Edmundo de la Croix, abade geral, morto no priorado de Nazareth de Barcelona em 1604. Está enterrado ao pé da escadaria do presbitério.
- Alfonso o Magnânimo que foi depositado numa tumba com grande pedestal junto aos sepulcros reais, no cruzeiro, no lado do Evangelho. Somente fica em nossos dias a base ou pedestal restaurado.[12]
- Enrique de Aragão, irmão do Magnânimo, primeiro duque de Segorve. Sua tumba estava à frente do anterior. Não fica nada nos nossos dias.
- Martim I de Aragão, Martim o Humano, enterrado no extremo do cruzeiro junto à capela de São Bento. É obra nova de Federico Marés, custeada pelo Município de Barcelona.
- Filhos de Pedro IV, cujos restos descansaram nos sepulcros situados nos muros laterais da capela de São Bento.
- Francisco Roures, bispo auxiliar do arcebispado de Tarragona, falecido em 1558, sepultado sob uma lápida sepulcral no pavimento do cruzeiro, na parte norte.
- Joana de Aragão, condessa de Ampúrias, filha de Pedro IV, falecida em 1384, enterrada num sarcófago de pedra gótico policromado (ficam restos de policromia). Fica simétrico ao sepulcro de Martim o Humano, ao outro lado do cruzeiro, sobre uma fonte ou lavabo.
- Infantes filhos de João I em pequenos sarcófagos sobre a porta da sacristia velha.

No claustro:
Antigos abades perpétuos foram enterrados no chão da sala capitular, sob onze grandes laudas de pedra. Levam esculpida a heráldica de cada um e alguns o seu nome.
Outros lugares:
O testamento de Elvira de Subirats (casada com Ermengol VIII de Urgel) de 1212 atribui caráter funerário à capela de Santo Estevão onde existia uma câmara subterrânea que servia de "apodrecedouro" dos cadáveres da realeza.
Existem em Poblet uma série de simples caixas de pedra, algumas com a heráldica correspondente lavrada, outras sem nenhuma inscrição, colocadas no chão junto ao muro exterior da igreja, ou no cemitério de monges e leigos (situado ao redor da abside, no exterior). São as sepulturas de nobres e magnatas que pertenciam à Irmandade ou que professavam como monges, elegendo o mosteiro para o seu enterramento. Assim o fizeram as casas de Cabrera, Montcada, Alcaraz, Boixadors, Granyena, Puigvert Montpahó, e alguma mais. Outras escolheram a terra chã nas capelas da igreja ou as paredes da galilea e do claustro, como as casas de Anglesola, Pons de Ribelles, Urgel, Cervera, Jorba, Timor, Guimerà e Copons.